# Артур Ешкін
Артур Ешкін (англ. Arthur Ashkin; 2 вересня 1922, Бруклін, Нью-Йорк — 21 вересня 2020) — американський науковець, фізик, винахідник, піонер у галузі створення оптичних пасток, розвиток якої призвів до управління атомами, молекулами і біологічними клітинами. Крім оптичного пінцета, Ешкін також відомий дослідженнями в областях фоторефракції, генерації другої гармоніки і нелінійної оптики в волокнах. Лауреат Нобелівської премії з фізики за 2018 рік.

## Біографія
У 1978 році Ешкін, син Ізидора Ашкіна з Одеси, винайшов оптичний пінцет. Деякий час працював в Lucent Technologies і Bell Laboratories. У 1992 році, після 40-річної кар'єри, протягом якої він вніс вклад в багато галузі експериментальної фізики, Ешкін звільнився з Bell Labs і вийшов на пенсію.
Артур Ешкін є автором багатьох дослідницьких робіт та 47 патентів. У 1996 році він був обраний членом Національної академії наук Сполучених Штатів Америки. Стівен Чу розвинув метод Ешкіна для охолодження атомів в оптичній пастці, за що отримав згодом у 1997 Нобелівську премію з фізики.

## Нагороди та визнання
- Член Американської асоціації сприяння розвитку науки
- Член Оптичного товариства
- 1984: Член Національної інженерної академії США
- Національна зала слави винахідників США
- Член Американського фізичного товариства
- 1987: Премія з квантової електроніки IEEE[de]
- 1988: Премія Таунса[7]
- 1993: Премія Ранка[ru]
- 1996: член Національної академії наук Сполучених Штатів Америки[6]
- 1998: Медаль Фредеріка Айвса
- 2003: Премія Джозефа Кейтлі, за досягнення в галузі вимірювальної науки
- 2004: Премія Гарві[8].
- 2018: Нобелівська премія з фізики (50 %)

## Доробок
- Acceleration and Trapping of Particles by Radiation Pressure, Phys. Rev. Lett., Band 24, 1970, S. 156
- Trapping of Atoms by Resonance Radiation Pressure, Phys. Rev. Lett., Band 40, 1978, S. 729
- History of optical trapping and manipulation of small-neutral particle, atoms, and molecules, IEEE Journal of Selected Topics in Quantum Electronics, Band 6, 2000, S. 841–856
- Optical trapping and manipulation of neutral particles using lasers, World Scientific 2006